# 2990 Trimberger
2990 Trimberger eller 1981 EN27 är en asteroid i huvudbältet som upptäcktes den 2 mars 1981 av den amerikanska astronomen Schelte J. Bus vid Siding Spring-observatoriet. Den är uppkallad efter Stephen Trimberger.
Asteroiden har en diameter på ungefär 10 kilometer och den tillhör asteroidgruppen Nysa.